# Presó preventiva
La presó preventiva és una mesura cautelar que consisteix en la privació de llibertat d'un ciutadà prèvia a la sentència del cas, mentre es tramita la causa contra ell.
Els requisits per a l'aplicació d'aquesta mesura preventiva són similars a la majoria de país on hi ha un estat de dret:
- Que hi hagi forts indicis de culpabilitat
- Que hi hagi risc de fuga que pot posar en perill el compliment de la pena (si el judici finalitza amb una sentència de culpabilitat).
- Que pugui destruir proves, suposi un perill per a la víctima, o per evitar el risc que pugui cometre altres fets delictius (en el cas d'alguns delictes greus).